# Rzepiszew
Rzepiszew – wieś w Polsce położona w województwie łódzkim, w powiecie zduńskowolskim, w gminie Szadek.
W latach 1975–1998 miejscowość administracyjnie należała do województwa sieradzkiego.
Miejscowość położona jest na Wysoczyźnie Łaskiej.
Wieś pojawiła się w źródłach pisanych w schyłku późnego średniowiecza (1386 r.) jako własność szlachecka, a protoplaści rodu Rzepiszewskich, Piotr i Jakub, zostali odnotowani w r. 1443. Rzepiszew wchodził w skład ordynacji Sanguszków, później wraz z Lutomierskiem – Mączyńskich. Do rodu Leopoldów (pochodzących z Łużyc Dolnych, ze Spremberga) wieś przeszła przez małżeństwo Kazimierza Leopolda (1785–1855) – oficera wojsk Księstwa Warszawskiego, z Salomeą Mączyńską. Kazimierz i Salomea zamieszkali w Rzepiszewie w 1819 r. Ich syn – Ignacy Leopold (1828–1907) był delegatem Rządu w 1863 r. na województwo kaliskie. Musiał emigrować do Drezna, potem do Szwajcarii, ostatecznie osiadł w Galicji. Wnuk Kazimierza i Salomei Józef Leopold z Rzepiszewa (1860–1923) kolekcjonował książki, numizmaty, grafiki, ceramikę i meble. Był też aktywistą społecznym i oświatowym. Uprawiał publicystykę, pisał prace historyczne. We "Wsi Ilustrowanej" (1913 r., nr 4) opublikował ilustrowaną pracę o historii ziemi szadkowskiej. Po jego śmierci rzepiszewski księgozbiór (4 tys. woluminów) przekazano do Kalisza. Ostatnim właścicielem majątku był Antoni Leopold. 
Po Leopoldach w Rzepiszewie ocalał neoklasycystyczny dworek z lat 1835–1840, otoczony parkiem z cennymi okazami drzew: jesionów, lip, grabów, olch, kasztanowców, topoli. Zachowała się też aleja wjazdowa: kasztanowo-akacjowa oraz spacerowa-grabowa. 
W 1914 r. przebiegała przez Rzepiszew linia frontu. Po ciężkich walkach późną jesienią 1914 r. pochowano tu w dwóch mogiłach 61 żołnierzy niemieckich – wielu o polskich nazwiskach. W 1938 r. ciała ekshumowano i przeniesiono na cmentarz wojenny w Lesie Szadkowskim, przy drodze Zduńska Wola – Szadek. W czasie II wojny św. majątek przejęli Niemcy z zarządcą Alfredem Reicherdtem. Po wojnie przez długie lata dwór służył miejscowej szkole.

## Zabytki
Według rejestru zabytków Narodowego Instytutu Dziedzictwa na listę zabytków wpisane są obiekty:
- zespół dworski, 1835-40:
  - dwór, nr rej.: 399/A z 5.04.1993
  - park, nr rej.: 290 z 8.02.1979